# Matti Lähde
Matti Lähde (Joutseno, 14 mei 1911 - Lappeenranta, 2 mei 1978) was een Fins langlaufer. 

## Carrière
Lähde zijn grootste succes was het winnen van olympisch goud op de estafette in 1936. Lähde zijn grootste individuele succes was de derde plaats tijdens de 50 kilometer bij de wedstrijden in Oslo in 1935.

## Belangrijkste resultaten

### Olympische Winterspelen
| Editie | Plaats                 | Resultaten            |
| ------ | ---------------------- | --------------------- |
| 1936   | Garmisch-Partenkirchen | 15e 18 km · estafette |

### Wereldkampioenschappen langlaufen
| Jaar | Plaats                 | Resultaten            |
| ---- | ---------------------- | --------------------- |
| 1936 | Garmisch-Partenkirchen | 15e 18 km · estafette |